# Tournado
Tournado is een livealbum van Tangerine Dream. Het album bevat een gedeeltelijke registratie van het concert (na de pauze) dat de muziekgroep gaf op 23 april 1997 te Zabrze, Polen. Het album werd uitgegeven op 29 september 1997 ter viering van het 30-jarig bestaan. Dat was eigenlijk een zinloze beweging aangezien alleen Edgar Froese van onderstaande musici dat begin heeft meegemaakt. De band had echter zelf een vergissing gemaakt door een aantal exemplaren al eerder per postorder te verzenden.  
Het album verscheen ook in de Dream Dice-box.

## Musici
- Edgar Froese, Jerome Froese – synthesizers, elektronica
- Zlatko Perica – gitaar
- Emil Hachfeld – elektronisch slagwerk

## Muziek
| Nr. | Titel                                   | Duur |
| --- | --------------------------------------- | ---- |
| 1.  | Introductie/Flashflood                  | 3:42 |
| 2.  | 220 Volt (big volt version)             | 7:49 |
| 3.  | Firetongues                             | 8:18 |
| 4.  | Girls on Broadway                       | 7:11 |
| 5.  | Little blond in the park of attractions | 5:08 |
| 6.  | Rising haul in silence                  | 7:40 |
| 7.  | Lamb with radar eyes                    | 7:43 |
| 8.  | Touchwood                               | 7:40 |
| 9.  | Towards the evening star                | 7:03 |

CD1: Ambient monkeys ·
CD2: Atlantic bridges ·
CD3: Atlantic walls ·
CD4: Dream encores ·
CD5: The dream mixes ·
CD6: Dream mixes volume 2 ·
CD7: The Hollywood years, volume 1 ·
CD8: The Hollywood years, volume 2 ·
CD9: Oasis ·
CD10: Quinoa ·
CD11: Tournado ·
CD12: Transsiberia ·
CD13: Ça va – ça marche – ça ira encore